# Bernd Bauchspieß
Bernd Bauchspieß (n. 10 octombrie 1939, Zeitz, Statul Liber Prusia⁠(d), Germania – d. 22 octombrie 2024) a fost un fotbalist german, medaliat olimpic. A participat la o ediție a Jocurilor Olimpice (1964) în care a câștigat o medalie de bronz.

## Participări
Lista de mai jos prezintă principalele competiții la care a participat Bernd Bauchspieß de-a lungul carierei.
- football at the 1964 Summer Olympics[*]